# Thorigny-sur-le-Mignon
Thorigny-sur-le-Mignon foi uma comuna francesa na região administrativa da Nova Aquitânia, no departamento de Deux-Sèvres. Estendia-se por uma área de 5,26 km². Em 2010 a comuna tinha 85 habitantes (densidade: 16,2 hab./km²).
Em 1 de janeiro de 2019, passou a formar parte da nova comuna de Val-du-Mignon.